# Carstn
CARSTN (bürgerlich: Carsten Michels; 7. Juli 1990) ist ein deutscher DJ und Musikproduzent aus Bous. Er steht bei Universal Music Deutschland unter Vertrag und legt regelmäßig bei den Festivals World Club Dome und Electric Mountain sowie in renommierten Clubs wie Melkweg und Printworks auf.

## Werdegang
CARSTN spielte in seiner Jugend Gitarre und Schlagzeug und legte später als DJ auf privaten Veranstaltungen auf. 2018 begann er, eine Karriere als Musiker zu verfolgen und veröffentlichte erste Produktionen. Mit dem Lied Honey erlangte er erste Bekanntheit in der Dance-Szene. Die Single wurde vom Tropical Mountain Festival als offizielle Hymne verwendet, wo CARSTN seitdem auch als Resident-DJ tätig ist. Darüber hinaus erfolgten 2020 erste größere Auftritte beim Winter World Club Dome, Panama Open Air sowie bei einer Show von Lost Frequencies. 2021 erschien das Lied Come Around, welches genau wie die Remix-Version von Mellowdy über 23 Mio. Aufrufe aufweist und viral ging. Einen weiteren Remix dazu lieferten Charming Horses. Infolge erreichte CARSTN erstmals 1 Mio. monatliche Hörer auf Spotify. Auch wurde seine Musik von DJs wie Sam Feldt und Plastik Funk gespielt. 2022 war er Gast in einer Sendung des Radiosenders Unserding und hatte Auftritte in den renommierten Clubs Printworks und Melkweg sowie den Festivals World Club Dome und Panama Open Air. Außerdem produzierte er einen offiziellen Anniversary-Remix zu Anastacias Hit I'm Outta Love, welches vom Fachmagazin Dance-Charts als „würdiges Update“ bezeichnet wurde. Die nächste Neuinterpretation entstand mit Katrina & The Waves zu ihrem Klassiker Walking On Sunshine und wurde ebenfalls von Dance-Charts als „zeitgemäße Neuauflage“ betitelt. RTL verwendete diese Version für eine Kampagne in ihrem TV-Programm. Auch das Lied When The Rhythm Calls erhielt wegen seiner Piano-House-Einflüsse eine positive Kritik. 2023 begann CARSTN seine Radioshow Up All Night zu veröffentlichen, bei der er u. a. Dannic und YouNotUs zu Gast hatte. Weiterhin legte er auf den Veranstaltungen Rhein in Flammen, Glücksgefühle, Amsterdam Dance Event und Electric Mountain Festival auf. 2023 stand CARSTN bei Sony Music Columbia unter Vertrag. Die ersten Veröffentlichungen unter dem Major Label waren Breathe Underwater sowie die Kollaboration Back Home mit Dominik Koislmeyer. 2024 erschien ein offizieller Remix zu World On Fire von Thirty Seconds To Mars. Es folgte ein Remix für Alan Walker – Barcelona, welcher von ihm in seinen Live-Sets gespielt wurde, nachdem beide gemeinsam die „progressive House-Hymne“ bei einer Alan Walker Show uraufführten. 2025 veröffentlichte CARSTN seine Single Start Again mit Universal Music Deutschland und landete in den Top-200-AirPlay-Charts in Deutschland. 
Daneben betreibt CARSTN das Label Up All Night. Mit in der Spitze ca. 2,5 Mio. Hörer auf Spotify gehört er zu den meist gestreamten deutschen Dance Pop-Vertretern.

## Diskografie

### Singles
- 2018: Close Your Eyes
- 2018: Something New
- 2019: Let Me Down Easy [Beat Dealer]
- 2019: Honey
- 2019: The Way
- 2019: Never Enough
- 2020: Could You Love Me
- 2020: How I'm Made
- 2020: Happy Now
- 2020: Dancing In The Lightning [Adue]
- 2020: Safety Dance
- 2021: Follow You
- 2021: Worlds Apart
- 2021: Come Around
- 2021: Day & Night
- 2021: Alibi
- 2021: Feels Like Heaven
- 2022: For a Day
- 2022: Ready For Your Love
- 2022: Coming Back
- 2022: Chasing Tomorrow [[[Armada Music|Armada]]]
- 2022: Summer Breeze
- 2022: Playing With Fire
- 2022: Take Me With You
- 2023: Keep Saying
- 2023: Best In Me
- 2023: Walking on Sunshine (mit Katrina & The Waves, Agent Zed) [BMG Rights Management]
- 2023: Breathe Underwater [[[Columbia Records|Sony Music Columbia]]]
- 2023: When The Rhythm Calls
- 2024: Back Home (mit Dominik Koislmeyer) [Sony Music Columbia]
- 2024: Forever Can Wait
- 2024: Bad Liar
- 2024: Red River
- 2024: Till The Summer Fades
- 2024: Liar Liar
- 2024: Miracle
- 2025: Start Again [Universal Music Germany]
- 2025: All or Nothing

### Remixe
- 2020: Alltag, liquidfive – Thinking About You
- 2021: FDVM, Broken Back – Eight [Adue]
- 2022: Nico David – Walking On The Moon
- 2022: Anastacia – I'm Outta Love [Adue]
- 2022: Mbush, jeonghyeon – Do You Mean It
- 2023: Sahara Beck – Golden
- 2023: Lucas Estrada, Crunkz – Where Did We Go Wrong
- 2024: Thirty Seconds To Mars – World On Fire [Concord]
- 2024: Alan Walker – Barcelona [Kreatell]